# Christa Binder
Pour les articles homonymes, voir Binder.
Christa Binder (née le 24 août 1947 à Vienne) est une mathématicienne et historienne des mathématiques autrichienne. 

## Biographie
Binder a étudié les mathématiques à l'université de Vienne, où elle a obtenu son doctorat en 1971 sous la direction d'Edmund Hlawka (et Leopold Schmetterer (en)) avec une thèse intitulée Über einen Satz von de Bruijn und Post. À partir de 1971, elle est assistante à l'université de Vienne et publie sur la théorie des nombres (théorie de la distribution mod 1), puis se tourne vers l'histoire des mathématiques, qu'elle enseigne à l'université technique de Vienne à partir de 1986. Depuis 1991, elle y est responsable scientifique (Conseiller scientifique). 

## Recherches
Elle s'intéresse particulièrement aux mathématiques en Autriche, tant au XIXe qu'au XXe siècle (entre autres Olga Taussky-Todd, Hilda Geiringer, Johann Radon, Edmund Hlawka) ainsi qu'au début de la période moderne (première et deuxième écoles viennoises, Georg von Peuerbach, Regiomontanus, Johannes von Gmunden, Heinrich Schreiber, Georg Tannstetter (de) entre autres), et avec l'histoire de la théorie des nombres et des corps réguliers. 
Binder fait partie du conseil d'administration de la Société autrichienne d'histoire des sciences et a organisé de nombreux colloques sur l'histoire des mathématiques (à Neuhofen an der Ybbs et Miesenbach). 

## Publications
- avec Edmund Hlawka, Peter Schmitt: Grundbegriffe der Mathematik, Prugg, Vienne 1979,  (ISBN 3-85385-038-3).
- Mathematik für Kartographen. Institut géographique de l'Université de Vienne, Vienne 1976, (OCLC 3709950).
- avec Martina Bečvářová: Mathematics in the Austrian-Hungarian Empire: actes d'un colloque organisé à Budapest le 1er août 2009 pendant le XXIII ICHST. Faculté de mathématiques et de physique, Université Charles (= History of mathematics, volume 41), Université Charles de Prague, Matfyzpress, Prague 2011,  (ISBN 978-80-7378114-9).
- Vor 100 Jahren: Mathematik in Wien. (PDF; 348   kB). International Mathematical News, n°193, 2003. pp. 1-20.
- Die erste Wiener Mathematische Schule (Johannes von Gmunden, Georg von Peuerbach). Dans: Rainer Gebhardt (de), Helmuth Albrecht (de) : Rechenmeister und Cossisten der frühen Neuzeit. Adam Ries Bund, Annaberg-Buchholz, volume 7, 1996,  (ISBN 3-86012-031-X).
- Die Zweite Wiener Mathematische Schule. In: Karl Röttel: Ad Fontes Arithmeticae at Algebrae, Festschrift zum 70. Geburtstag von Wolfgang Kaunzner (= Bad Staffelsteiner Schriftenreihe, volume 7). Polygon, Buxheim / Eichstätt 1998,  (ISBN 3-928671-20-0) (Polygon) /  (ISBN 3-9802943-6-6) (Stadt Staffelstein).
- avec Günter Krapp, Brigitte Rapp: Texte lesen, auswerten und schreiben, Krapp et Gutknecht, Rot an der Rot 2001,  (ISBN 3-932609-21-2).
- (en) Austria. Article dans: Joseph Dauben, Christoph Scriba (éd.): Writing the history of mathematics. Birkhäuser, Bâle 2002,  (ISBN 3-7643-6167-0).
- (en) Austria and Hungary. Dans: Ivor Grattan-Guinness (éd.): Companion Encyclopedia of the History of the Mathematical Sciences. Routledge, Londres / New York, NY 1994,  (ISBN 0-415-03785-9).